# Menou
Menou é uma comuna francesa na região administrativa de Borgonha-Franco-Condado, no departamento Nièvre. Estende-se por uma área de 16,75 km². Em 2010 a comuna tinha 186 habitantes (densidade: 11,1 hab./km²).